# 格勒斯维尔 (阿拉巴马州)
格勒斯维尔（英文：Gaylesville），是美国阿拉巴马州下属的一座城市。面积约为0.34平方英里（约合0.89平方公里）。根据2010年美国人口普查，该市有人口144人，人口密度为419.83/平方英里（约合161.8/平方公里）。